# Sfinx van Naxos
De Sfinx van Naxos is een marmeren beeld van een sfinx, een mythisch wezen met het hoofd van een vrouw, het lichaam van een leeuwin en de imposante, omhooggerichte vleugels van een roofvogel. De sfinx stond op een 10 meter hoge zuil met een van de eerste Ionische kapitelen en werd rond 560 v. Chr. opgericht naast de Tempel van Apollo in Delphi, het religieuze centrum van het oude Griekenland. Het beeld maakt onderdeel uit van de collectie van het archeologisch museum in die plaats.

## Voorstelling
De sfinx werd rond 560 v.Chr. op het terras onder de Tempel van Apollo geplaatst, dichtbij de heiligste plek van Delphi. Op de Cycladen, waar Naxos deel van uitmaakt, werden sfinxen vaak als symbolische bewakers bij heiligdommen geplaatst. Met zijn totale hoogte van 12,5 meter was het een indrukwekkend monument dat de macht en invloed van Naxos onderstreepte. Het eiland floreerde in de 6e eeuw v. Chr. dankzij zijn gunstige ligging, natuurlijke hulpbronnen (waaronder marmer) en vruchtbare landbouwgrond. Door een groot geschenk aan te bieden, hoopten de Naxiërs het privilege van de promanteia te verkrijgen, het recht om het orakel als eerste te raadplegen. Op de basis van de zuil staat een inscriptie uit 328-327 v. Chr. waaruit blijkt dat dit privilege (opnieuw) werd toegekend.
De sfinx heeft een lange nek en kijkt recht vooruit. De borst en vleugels zijn versierd met veren. Het smalle gezicht heeft driehoekige ogen, een platte mond en een terugwijkende kin. Het kapsel is versierd met schelpen en kralen. Dikke strengen met kralen vallen langs de oren. Deze stijl en het lange, slanke lichaam wijzen erop dat het beeld op de Cycladen gemaakt is. 

## Ontdekking
De eerste fragmenten van de Sfinx van Naxos werden in 1860 opgegraven in het heiligdom van de Tempel van Apollo. De resterende delen werden in 1893 gevonden.
Voor het stadhuis van Naxos staat een moderne replica, een symbool voor het eeuwenoude erfgoed van het eiland.

## Afbeeldingen

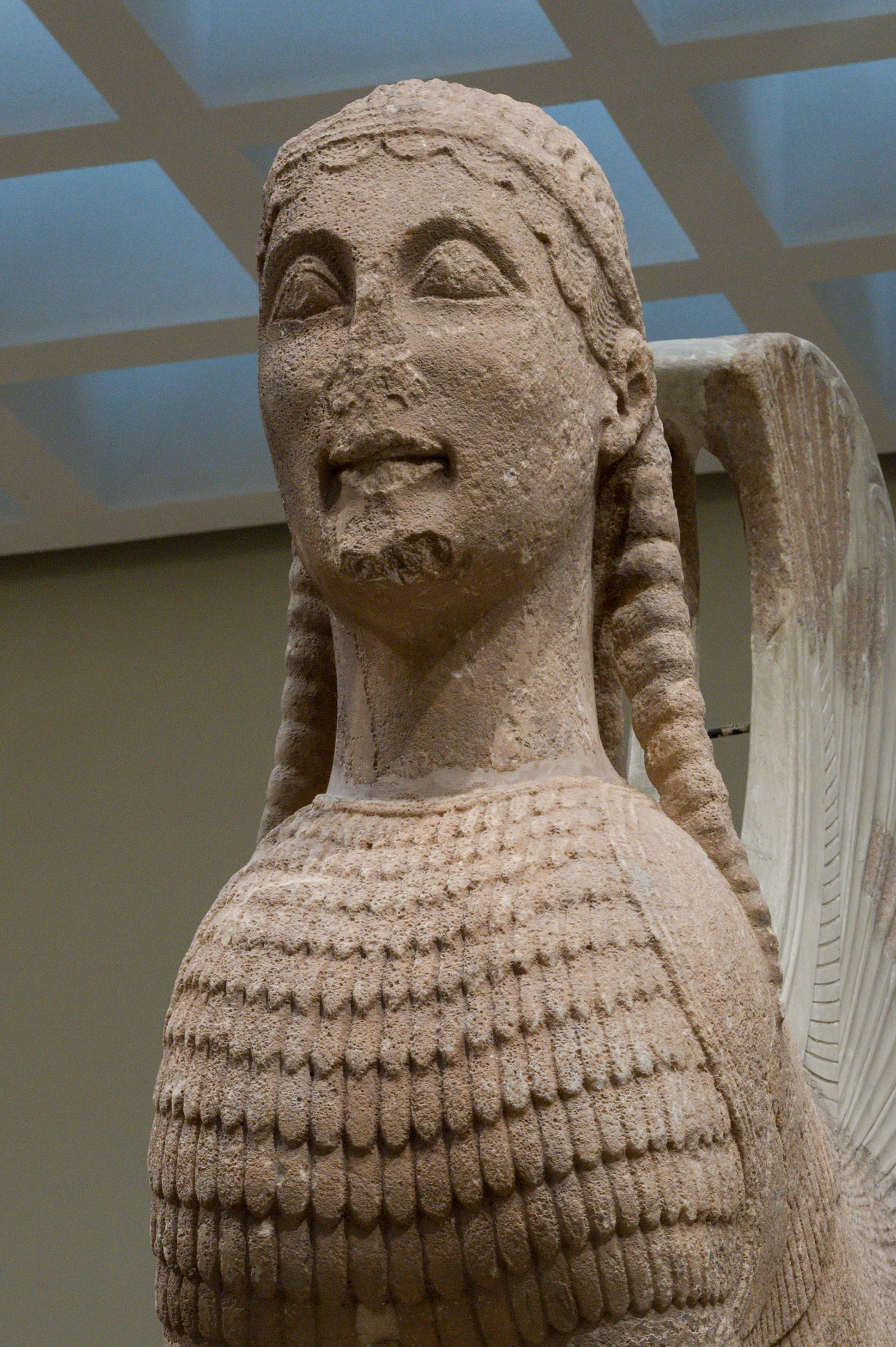
Detail
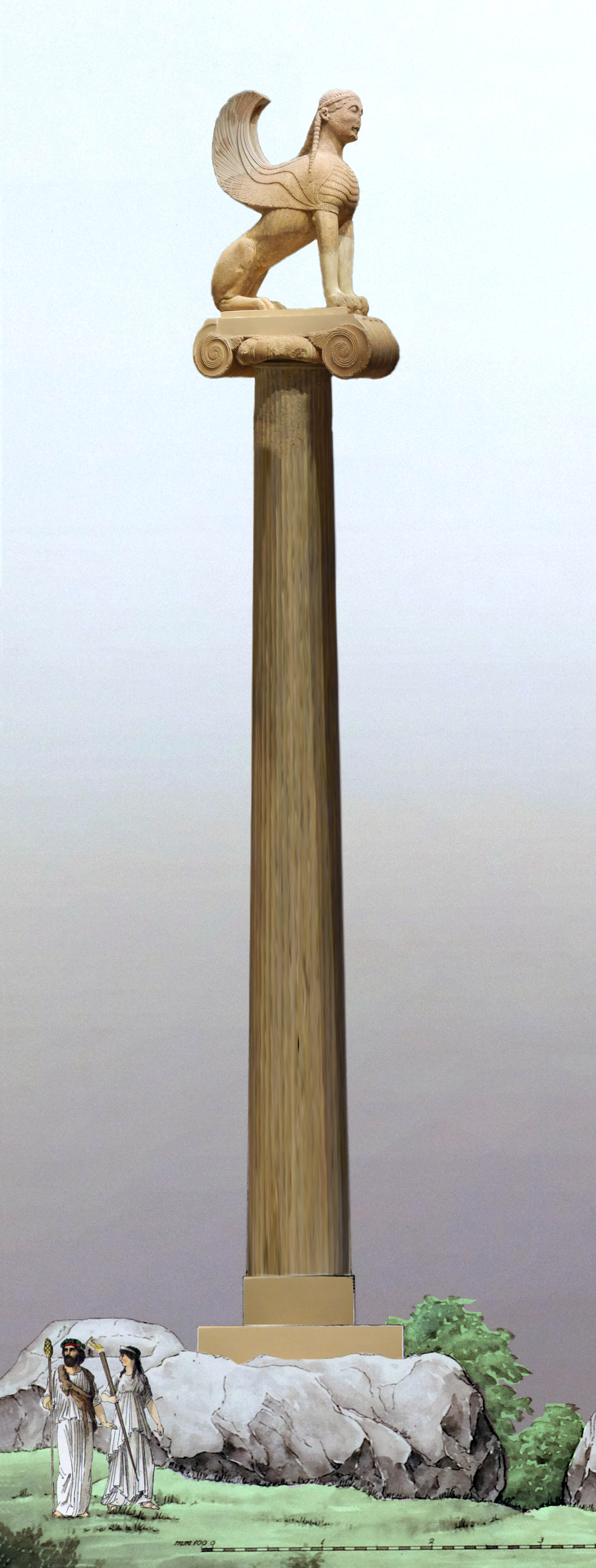
Sfinx op de zuil (reconstructie)
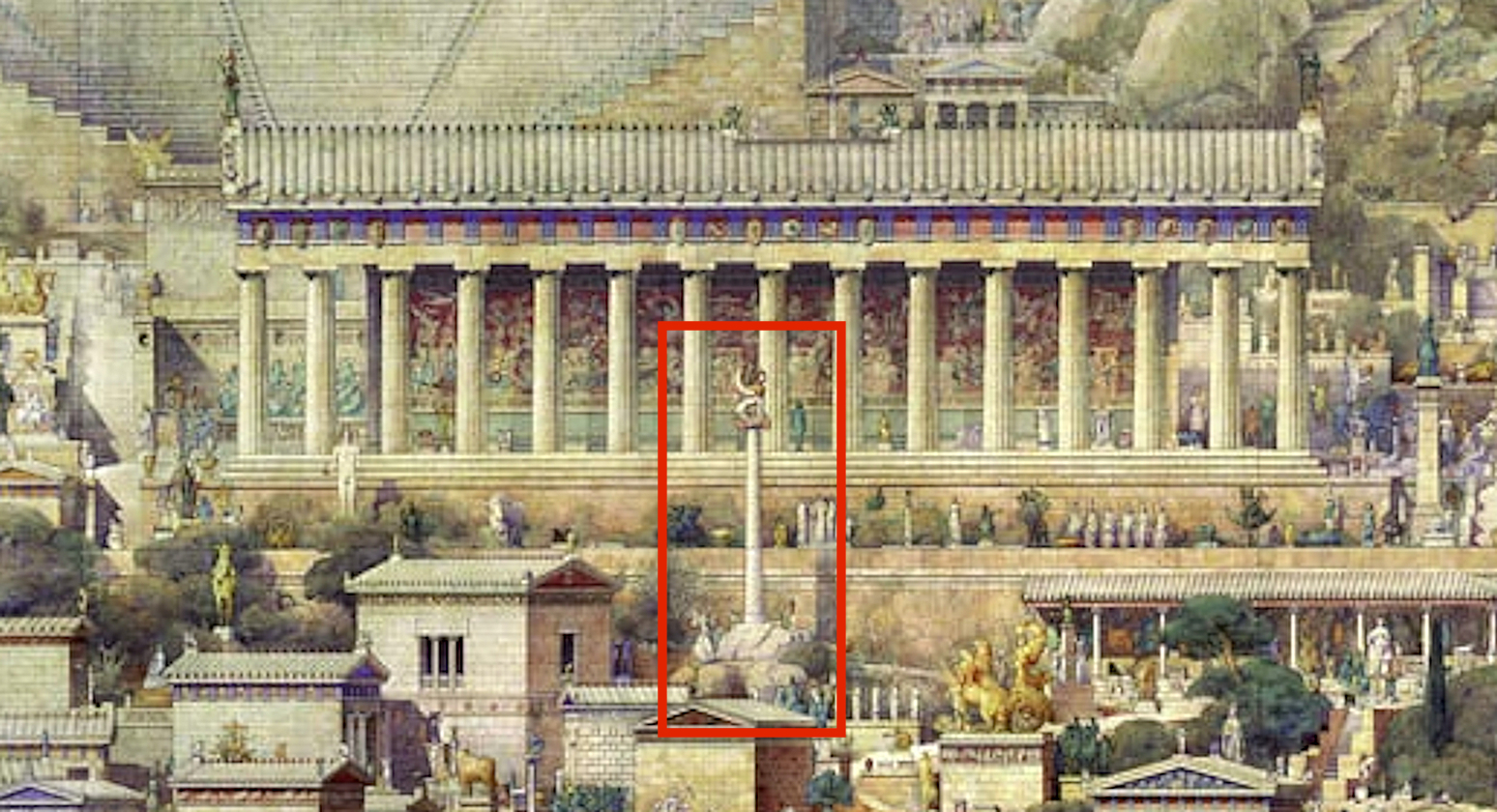
Reconstructie van het heiligdom rond de Tempel van Apollo met de sfinx
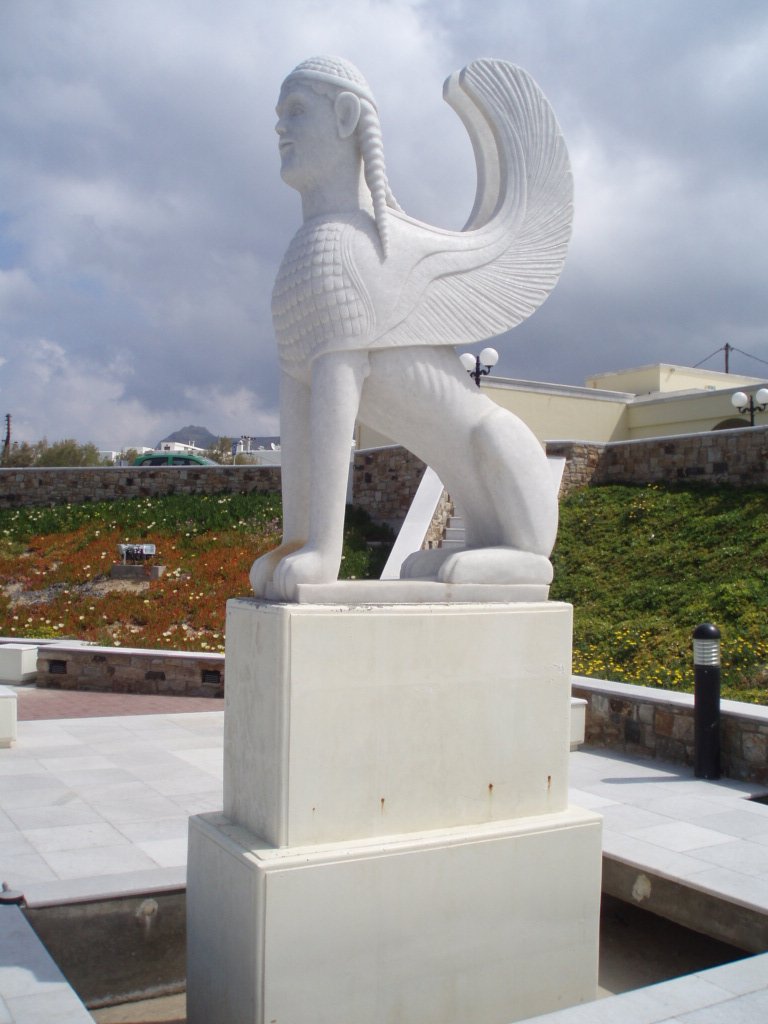
Replica op Naxos